# Bilal Clarance
Bilal Ben Clarance (* 5. September 1979 in Kopenhagen) ist ein ehemaliger dänischer Basketballspieler.

## Werdegang
Clarance spielte in der höchsten dänischen Liga für Stevnsgade. 2001 ging der 1,95 Meter große Flügelspieler in die Vereinigten Staaten, spielte und studierte bis 2003 am Miles Community College im US-Bundesstaat Montana und ebenfalls in den Vereinigten Staaten von 2003 bis 2005 an der Northwest Missouri State University.
Im Laufe der Saison 2005/06 wurde Clarance vom deutschen Zweitligisten USC Heidelberg unter Vertrag genommen und bestritt sieben Spiele für die Mannschaft, ab Anfang Februar 2006 spielte er kurz für den spanischen Viertligisten CB Coslada.
In der Saison 2006/07 spielte er zunächst bei Gestibérica Vigo (dritte Liga Spanien), im Januar 2007 trennte man sich, Anfang März 2007 wurde seine Rückkehr nach Deutschland vermeldet, der Däne wurde vom Zweitligisten 1. FC Kaiserslautern verpflichtet. Im Herbst 2007 schloss sich Clarance den Scottish Rocks (British Basketball League) an, gehörte der Mannschaft während der Saison 2007/08 an.
Clarances letzter Verein als Berufsbasketballspieler war in der Saison 2008/09 der spanische Drittligist CB Promobys Valle del Almanzora. 2009 beendete er seine Basketballlaufbahn und wurde in den Vereinigten Staaten beruflich im Bereich EDV tätig.

### Nationalmannschaft
Clarance war Mitglied der dänischen Herrennationalmannschaft, er nahm an 26 A-Länderspielen teil, in denen er im Mittel 6 Punkte erzielte.